# 神仙庙
神仙庙，又名福济观、吕祖庙，是苏州的一座道观，供奉道教八仙之一的吕洞宾。以苏州特色的一年一度四月十四“轧神仙”盛大庙会著称。原址位于姑苏区阊门内下塘132号，现址位于石路南浩街中段。

## 历史
神仙庙原址位于阊门内下塘132号，张广桥、皋桥东侧。距陆润庠故宅不远。始建于南宋淳熙年间（1174年），初为岩天道院，初名“李王祠”。有道士陆道坚在此地“设云水斋，感异人，授神方，以疗风疾，其俗至今赖之，故建该观”。元至大四年（1311）重建时，改称福济观，因“李”与“吕”同音，民间讹为祭祀八仙之一吕纯阳的祠堂。明清两代多次重修，1922年又募修山门。
1949年以后，神仙庙废，为汽车修理厂占用。文化大革命中殿宇全毁，原址改建五层住宅楼，仅存山门残迹。1990年代由江苏亚细亚集团相助，神仙庙移建于南浩街。 

## 建筑
神仙庙原址坐北朝南，占地面积约1500平方米，头山门有“吕祖庙”、“福济观”匾额。正殿前丹炉高三米，有“孚佑帝君”字样，对联“自卑胜念佛，作恶枉烧香”。正殿高近三十米，柱联为“葫芦藏妙药众姓感神恩”、“剑拂起沉疴苍生沾浩津”，殿内匾额“黄梁一梦’，供奉吕祖及柳大仙、白大仙。大殿两面侧殿“仙方殿”供奉六尊天医天相。
1999年在南浩街中段重建的神仙庙，占地500余平方米，前后三进，头进正山门，东侧供奉慈航道人、西侧供奉财神；正殿“吕祖殿”，供奉吕洞宾祖师。

## “轧神仙”庙会
苏州特有的一年一度的“轧神仙”庙会民俗活动，起自明代，规模盛大，日期在农历的四月十四吕洞宾诞辰，据称吕洞宾会化身为乞丐、小贩，济世度人，相传有人遇仙，于是众多香客、中医赶烧头香，祈求消灾祛病，送寿面，众人也来此借“仙气”。周围小摊林立，售卖神仙龟等各种花木、“皮老虎”等各种玩具，神仙糕等各种风味小吃，形成盛大的庙会。扩展到东中市西段。1930年代新生活运动期间政府曾试图取缔烧香未果。“文革”期间神仙庙被毁。1980年代，“轧神仙”庙会复兴，迁到吴趋坊，1992年又迁到中街路，1999年再迁至阊门外南浩街新建的“神仙庙”。